# AG-22 (Spanje)

De AG-22

De AG-22 of Autovía Lugo-Monforte de Lemos is een autovía in Galicië en moet op termijn Lugo verbinden met Monforte de Lemos over een afstand van 54 kilometer. De eerste 9,7 kilometer van de snelweg werden opengesteld in 2022.